# Cerapachys pusillus
Cerapachys pusillus är en myrart som först beskrevs av Carlo Emery 1897.  Cerapachys pusillus ingår i släktet Cerapachys och familjen myror. Inga underarter finns listade i Catalogue of Life.